# Bobrîțea, Vasîlkiv
Bobrîțea (în ucraineană Бобриця) este un sat în comuna Danîlivka din raionul Vasîlkiv, regiunea Kiev, Ucraina.

## Demografie
Componența lingvistică a localității Bobrîțea
     Ucraineană (96,55%)
Conform recensământului din 2001, majoritatea populației localității Bobrîțea era vorbitoare de ucraineană (96,55%), existând în minoritate și vorbitori de alte limbi.